# فای‌سیدمحمد
فای‌سیدمحمد، روستایی از توابع بخش مرکزی شهرستان اهواز در استان خوزستان ایران است.

## جمعیت
این روستا در دهستان غیزانیه قرار دارد و براساس سرشماری مرکز آمار ایران در سال ۱۳۹۵، جمعیت آن زیر ۱۵نفر (۳خانوار) بوده‌است.